# دنیوب (مینه‌سوتا)
دنیوب، مینه‌سوتا (به انگلیسی: Danube, Minnesota) یک شهر در ایالات متحده آمریکا است که در مینه‌سوتا واقع شده‌است.

## خصوصیات
دنیوب ۱٫۲۲ کیلومترمربع مساحت و ۵۰۵ نفر جمعیت دارد و ۳۳۲ متر بالاتر از سطح دریا واقع شده‌است.